# Canada’s Wonderland
Koordinaten: 43° 50′ 35″ N, 79° 32′ 20″ W

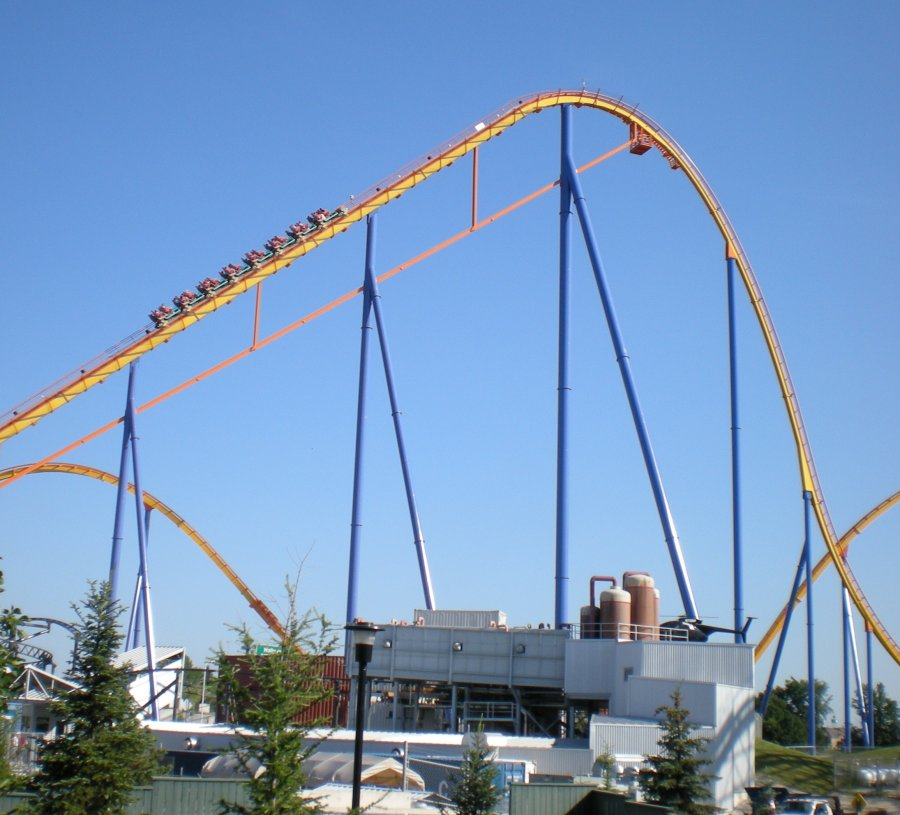
Der First Drop der Behemoth-Achterbahn

Canada’s Wonderland ist ein Freizeitpark im kanadischen Vaughan, rund 30 Kilometer nördlich von Toronto gelegen. Der 1,3 Quadratkilometer große Freizeitpark hat rund 200 Attraktionen und 48 Fahrgeschäfte. Der am 23. Mai 1981 eröffnete Park hat saisonal in den Monaten Mai bis Oktober geöffnet. Der Park gehörte von 1994 bis 2007 der Produktionsfirma Paramount Pictures und trug in dieser Zeit den Namen Paramount Canada’s Wonderland. Seit 2007 gehört der Park der Cedar Fair Entertainment Company. Die Besucherzahlen beliefen sich im Jahr 2019 auf rund 3,95 Millionen.:35
Als Besonderheit gibt es im Park mit Behemoth und Leviathan gleich zwei Hyper Coaster des Herstellers Bolliger & Mabillard. (Im Freizeitpark Carowinds gibt es ebenfalls zwei Hyper Coaster von B&M.)

## Geschichte

### Vorgeschichte
Als Canada's Wonderland geplant wurde, gab es im Großraum Toronto keinen saisonalen Vergnügungspark mit Achterbahnen. Die Stadt Toronto hatte zuvor drei Vergnügungsparks mit Achterbahnen beherbergt. Der Sunnyside Amusement Park wurde in den 1950er Jahren geschlossen, um Platz für den Gardiner Expressway zu schaffen. Die Vergnügungsparks Scarboro Beach und Hanlan's Point wurden beide in den 1920er Jahren geschlossen.

### Planung
Im Jahr 1972 schlug die Taft Broadcasting Company, erstmals vor, einen 130 Hektar großen Themenpark im damals kleinen Dorf Maple, Teil von Vaughan, Ontario, direkt nördlich von Toronto, zu bauen. Mehrere andere mögliche Standorte in Ontario wurden in Betracht gezogen, darunter Niagara Falls, Cambridge und Milton, aber Maple wurde schließlich aufgrund seiner Nähe zur Stadt Toronto und dem guten Straßenanschluss ausgewählt.
Andere hatten den Großraum Toronto ebenfalls ernsthaft als Standort für einen Themenpark in Betracht gezogen, darunter die Familie Conklin (deren Conklin Shows verschiedene Jahrmärkte in Nordamerika betrieb, einschließlich des Canadian-National-Exhibition-Jahrmarkts in Exhibition Place in Toronto). Auch Walt Disney erwog die Idee, entschied sich jedoch für Florida für das Walt Disney World Resort und lehnte Toronto hauptsächlich wegen des saisonalen Klimas der Stadt ab, das die Betriebssaison zu kurz und damit unrentabel machen würde.
Der Bau des Parks stieß auf mehrfachen Widerstand. Viele kulturelle Institutionen in Toronto – wie Ontario Place, das Royal Ontario Museum und die Betreiber der Canadian National Exhibition – waren der Meinung, dass der Torontoer Markt nicht groß genug sei, um weitere Konkurrenz zu verkraften. Andere Gruppen, die gegen den Bau von Wonderland kämpften, waren ein Wohnverband in Vaughan namens SAVE, der befürchtete, dass der erhöhte Verkehr die Immobilienwerte senken würde. Die Menschen in der Region waren besorgt, dass der neue Park ästhetisch einem Karneval oder Jahrmarkt ähneln könnte. Zu den Zugeständnissen des Unternehmens gehörten ein landschaftlich gestalteter Wall um den Park zur Lärmminderung und die Änderung des Erscheinungsbildes des großen Parkplatzes. Taft Broadcasting war besorgt über den Widerstand und flog eine Gruppe von Gegnern und regionalen Ratsmitgliedern nach Mason, Ohio (nördlich von Cincinnati), um ihnen die positive Wirkung eines ihrer Themenparks auf die lokale Gemeinschaft zu zeigen.
Canada's Wonderland war auch dafür verantwortlich, den Masterentwicklungsplan für die Provinz Ontario zu ändern. Die Provinzregierung wollte die Wohn- und Gewerbeentwicklung östlich von Toronto in der Regional Municipality of Durham, zu der Pickering und Oshawa gehören, fördern, während die Ländereien nördlich von Toronto landwirtschaftlich als Grüngürtel erhalten bleiben sollten. Die Wonderland-Promotoren konnten die Provinz davon überzeugen, die Planungspolitik für die Region zu ändern, und der Park sicherte sich Infrastrukturverbesserungen, einschließlich einer Autobahnüberführung und Abwassersysteme, die erweitert und bis zum Standort ausgebaut wurden. Diese Infrastruktur ebnete den Weg für eine verstärkte Entwicklung in der gesamten Region.
Während der Entwicklung des Parks wurde beschlossen, dass Wonder Mountain als zentrales Element dienen sollte, im Gegensatz zu den Nachbildungen des Eiffelturms, die in den Schwesterparks Kings Island und Kings Dominion zu finden sind. Es wurden auch Bedenken hinsichtlich der kulturellen Auswirkungen geäußert, einen amerikanischen Themenpark in Kanada zu erlauben. Viele befürchteten, dass es ein „Trojanisches Pferd“ für die amerikanische Kultur sein könnte. Um die Kritik zu entkräften, plante Taft die Eröffnung von Frontier Canada, einem Teil des Parks, der der Geschichte Kanadas gewidmet ist. Frühe Parkkarten zeigen das Gebiet, das heute Splash Works, White Water Canyon, das Action Theatre und den südlichen Teil von Kidzville umfasst. Taft schlug auch vor, einen Dampfpassagierzug einzubeziehen. Im Gegensatz zu seinen Schwesterparks Kings Island und Kings Dominion wurde früh entschieden, dass das zentrale Element des Parks keine Nachbildung des berühmten Eiffelturms von Paris sein würde. Stattdessen entschieden sich die Designer des Parks dafür, einen riesigen Berg zu bauen, bekannt als Wonder Mountain, der am oberen Ende der International Street liegt.

### Konstruktion und Eröffnung

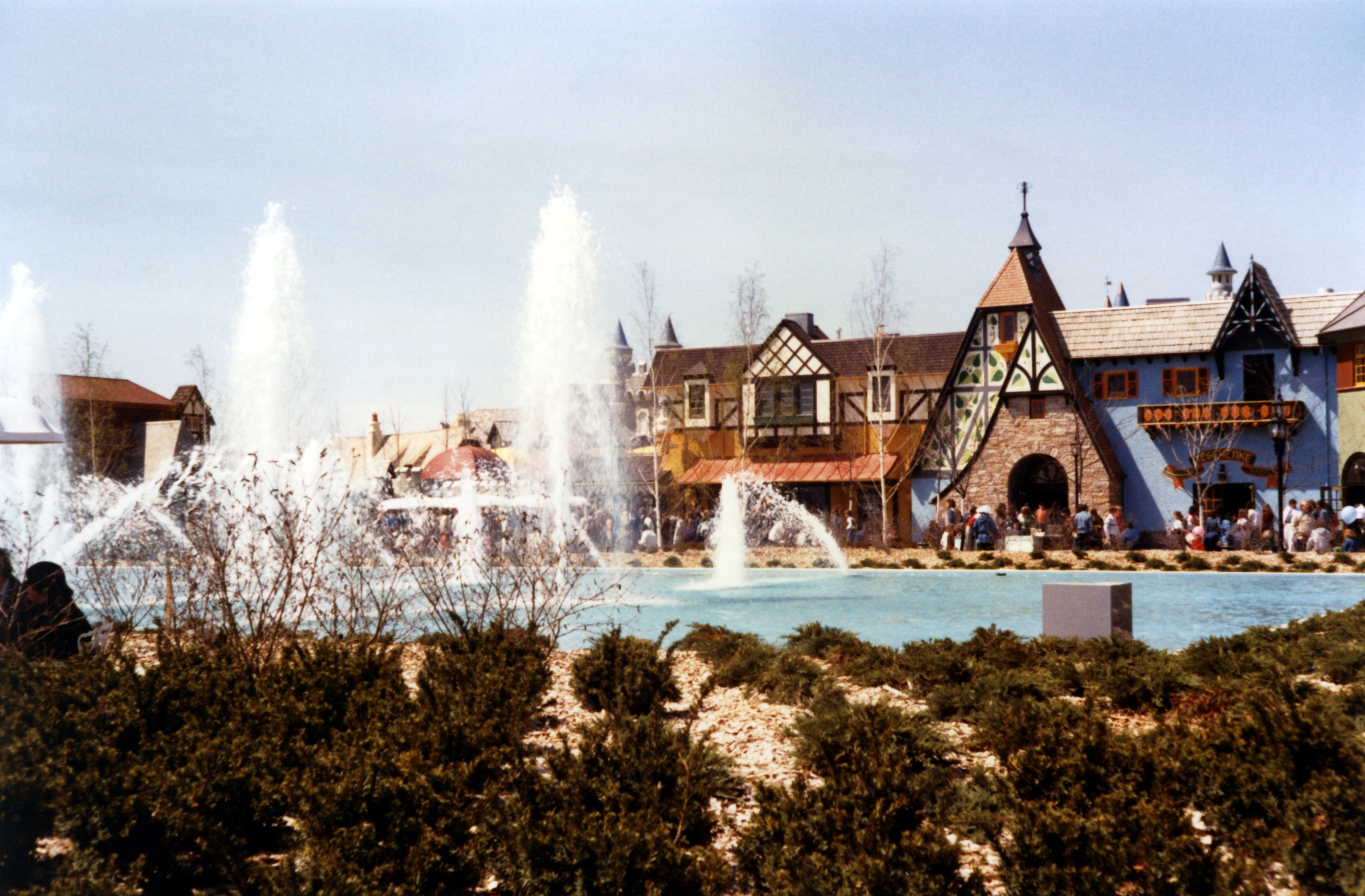
Canadas Wonderland im Jahr 1981

Am 13. Juni 1979 betätigte der Premierminister von Ontario, Bill Davis, den Auslöser eines elektronischen Sprenggeräts im St. Lawrence Hall im Zentrum von Toronto, was eine Explosion auf dem Gelände auslöste. Der Bau begann sofort und dauerte bis Anfang 1981 an. Kanadische Unternehmen waren Partner bei der vorläufigen Planung und Technik des Projekts. Allein der Bau des Berges umfasste ein Dutzend lokaler Unternehmen unter der Leitung des Cincinnati-Ingenieurs Curtis D. Summers.
Canada's Wonderland wurde im Mai 1981 für die Öffentlichkeit eröffnet. Zwei Jahre später, am 23. Mai 1981, eröffneten Davis und der Präsident von Taft Broadcasting, Dudley S. Taft Sr., Canada's Wonderland offiziell für die Öffentlichkeit. Die spektakuläre Eröffnungszeremonie umfasste 10.000 Heliumballons, 13 Fallschirmspringer, 350 weiße Tauben und eine Dudelsackkapelle. Vier Kinder, die die Regionen Arktis, Pazifik, Atlantik und die Großen Seen Kanadas repräsentierten, gossen jeweils ein Fläschchen Wasser aus ihren Heimatregionen in den Brunnen des Parks. Auch Hockey-Superstar Wayne Gretzky trat als besonderer Gast auf und half dabei, die kanadische Flagge zu hissen. 12.000 Gäste wurden erstmals im empfangen. Der Bau des Parks kostete 120 Millionen Dollar (heute 457 Millionen Dollar inflationsbereinigt).

### Kings Entertainment und Paramount Ära

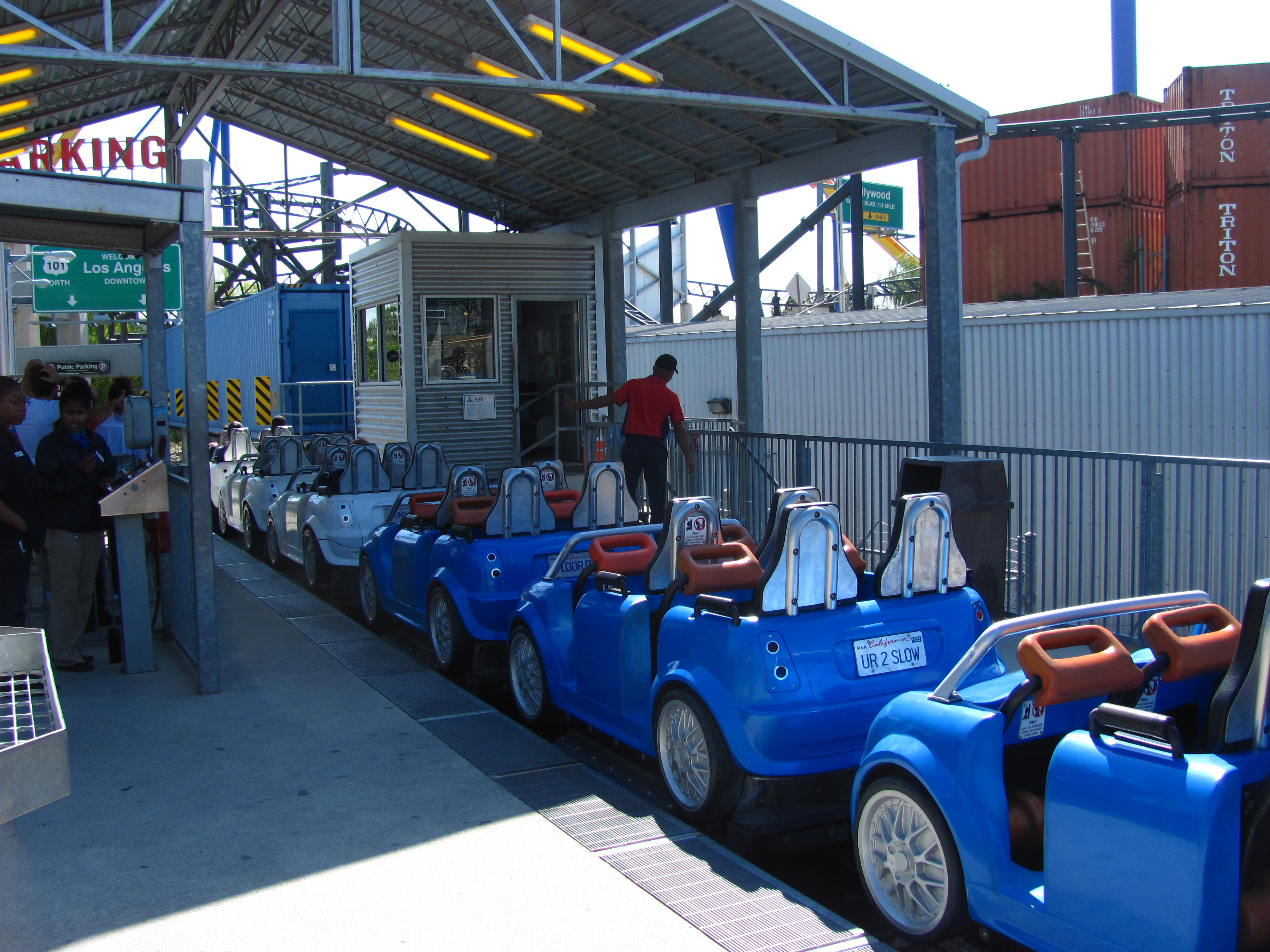
Backlot Stunt Coaster wurde während der Paramount Ära im Jahr 2005 eröffnet.

In den 1980er Jahren starteten Canada's Wonderland und die Supermarktkette Loblaws eine Cross-Marketing-Kampagne. Loblaws gab „Wonder Dollars“ basierend auf den Einkäufen der Kunden aus, die an Wochentagen in Canada's Wonderland im Verhältnis 1:1 mit dem kanadischen Dollar eingelöst werden konnten. Die Vorderseite der Münze zeigte Wonder Mountain, während die Rückseite das Loblaws-Logo trug.
Die Kings Entertainment Company betrieb den Park in den 1980er Jahren und frühen 1990er Jahren. Die frühere Verbindung des Parks zu Hanna-Barbera Productions nahm ab, nachdem Paramount Pictures 1993 seinen Anteil von 20 Prozent auf die volle Eigentümerschaft des Parks erhöhte und ihn in Paramount Canada's Wonderland umbenannte. Nachdem Viacom 1994 Paramount übernommen hatte, wurde erfolgreich versucht, Familien zurück in den Park zu locken, indem Kinder mit originalen Nickelodeon-Cartoon-Charakteren angesprochen wurden, die einer neuen Generation vertraut waren.
In den nächsten zehn Jahren gab es viele Veränderungen. 1996 wurde Splash Works erweitert, mit einer neuen Wasserrutsche, einem Wellenbad und einem neuen kinderfreundlichen Wasser-Spielplatz (The Black Hole, White Water Bay und The Pump House). 1998 wurde der Park durch die Hinzufügung von KidZville erweitert, das hauptsächlich für Kleinkinder und Kinder konzipiert war. 1999 wurde Splash Works zum zweiten Mal erweitert, mit der Hinzufügung von Floßfahrten: The Plunge und Super Soaker.
Andere Änderungen betrafen die Einbindung von Referenzen zu Paramounts Filmrechten in den Park. Dies umfasste die Hinzufügung von Filmrequisiten auf dem Gelände, einen Laden für Film-Merchandise und die Umbenennung mehrerer Attraktionen nach Paramount-Film-Eigenschaften.

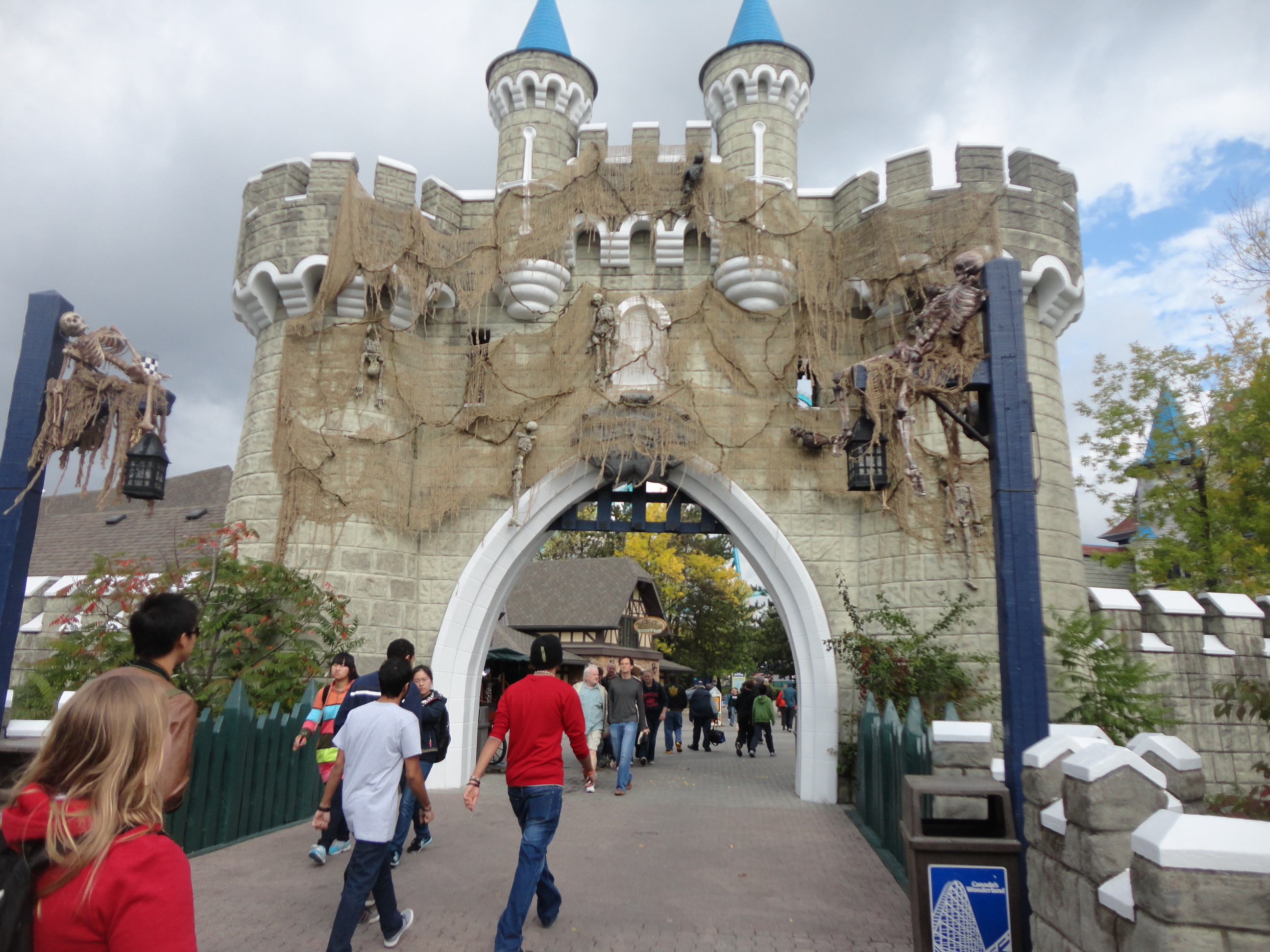
2005 wurde im Park Fearfest, ein Halloweenevent, eingeführt.

Im Jahr 2001 wurde ein neuer Themenbereich namens Zoom Zone innerhalb des KidZville-Abschnitts hinzugefügt. In diesem Bereich wurden drei neue Attraktionen gebaut: Silver Streak (eine Familien-Achterbahn), Blast Off (ein „Frosch-Hüpfer“) und Jumpin' Jet. Im Jahr 2002 enthüllte der Park die Action Zone, einen neuen Themenbereich, der die Exposition von 1890 ersetzte, die zu diesem Zeitpunkt bereits bestehende Fahrgeschäfte enthielt und die Psyclone-Fahrt hinzufügte.
Splash Works erhielt ebenfalls seine dritte und aktuellste Erweiterung, mit der Hinzufügung eines Kinder-Wasser-Spielplatzes namens Splash Island und der Entfernung von Pipeline.
Im Jahr 2005 führte der Park Fearfest ein, ein Halloween-Themen-Event mit Spukhaus-Attraktionen. Obwohl der Bereich für kleinere Kinder abgesperrt war, hielt der Park während des Events viele der Nervenkitzel-Fahrten in Betrieb, wie den Thunder Run, bei dem die Besucher mit einem Minen-ähnlichen Zug durch einen Berg fahren. Während der Halloween-Saison wird er als „Haunted“ Thunder Run umgestaltet, mit einem dunkleren Tunnel und mehr Stroboskoplichtern, Nebelmaschinen und schwarzlichtbeleuchteten Szenen mit den „Skeletten“ von Bergleuten.
Im Jahr 2006 führte der Park Spooktacular ein, ein kinderorientiertes Halloween-Event. Das Event umfasste Fahrgeschäfte für Kinder, Kostümwettbewerbe und eine Schatzsuche. Spooktacular war an Wochenenden tagsüber geöffnet, während Fearfest nachts geöffnet blieb. Fearfest wurde in Halloween Haunt umbenannt und Spooktacular wurde in Camp Spooky umbenannt.

### Cedar Fair Ära
Am 14. Mai 2006 kündigte Cedar Fair an, an der Übernahme der fünf Paramount-Themenparks von der CBS Corporation (Nachfolger des ursprünglichen Viacom), einschließlich Canada's Wonderland, interessiert zu sein. CBS erklärte, dass Vergnügungsparks nicht zur neuen Strategie des Unternehmens passten. Die Übernahme wurde am 30. Juni 2006 abgeschlossen.

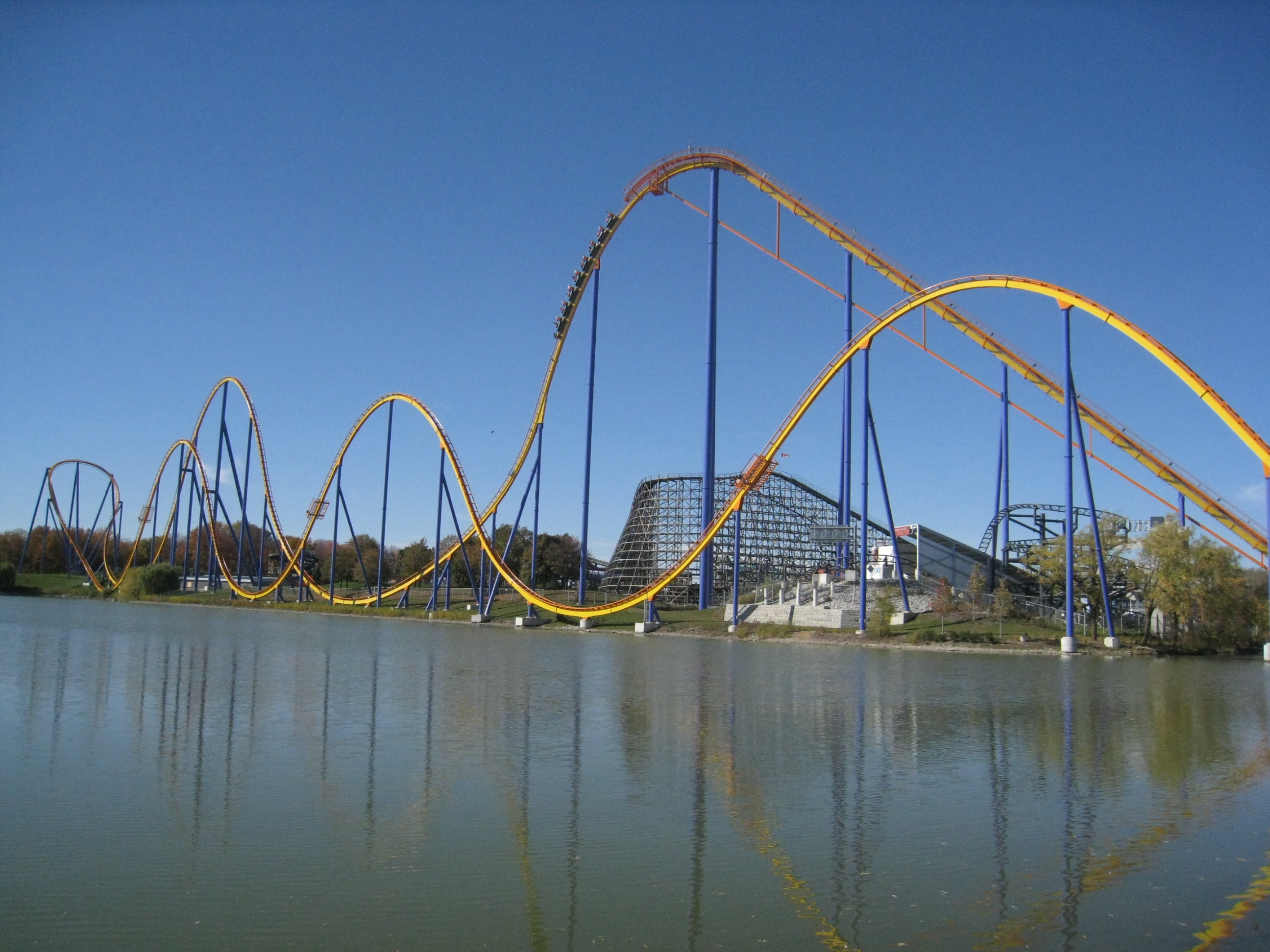
Behemoth wurde 2008 im Park eröffnet.

Nach dem Verkauf begann Cedar Fair, den Namen „Paramount“ aus allen ehemaligen Paramount-Rechten, die es erworben hatte, zu streichen, weshalb der Park im Januar 2007 wieder zu seinem ursprünglichen Namen Canada's Wonderland zurückkehrte. Die Saison 2007 war ein Übergangsjahr im gesamten Park und umfasste die Umbenennung der filmbezogenen Fahrgeschäfte. Zu Beginn der Saison 2008 waren alle Paramount-Logos und ähnliche Referenzen entfernt worden. Im August 2007 kündigte Cedar Fair an, dass Fearfest zu Halloween Haunt umbenannt wird, um mit den meisten anderen Cedar Fair-Parks konsistent zu bleiben, und dass Spooktacular zu Camp Spooky wird. Der Park verlängerte seine reguläre Betriebssaison bis zum letzten Wochenende im Oktober. Halloween Haunt läuft an den späten Abenden der Oktober-Wochenenden.
Eingang zum Park mit seinem ursprünglichen Namen. Der Park kehrte 2007 zu seinem ursprünglichen Namen zurück, nachdem er von Cedar Fair übernommen wurde. Am 4. Mai 2008 eröffnete Canada's Wonderland Behemoth, eine Hypercoaster von Bolliger & Mabillard, die zum Zeitpunkt ihrer Eröffnung mit 230 Fuß (70 m) Höhe und Geschwindigkeiten von 124 Kilometern pro Stunde den Rekord für die höchste und schnellste Achterbahn in Kanada hielt.
Für die Saison 2010 wurde Planet Snoopy für die Öffentlichkeit eröffnet, eine Umgestaltung sowohl des „The Happy Land of Hanna-Barbera“- als auch des „Nickelodeon Central“-Bereichs des Parks, um Canada's Wonderland mit der restlichen Cedar Fair-Kette in Einklang zu bringen. Der Bereich bestand aus einer Umgestaltung aller Fahrgeschäfte und Einrichtungen beider Bereiche in einen zusammenhängenden Abschnitt, der nach den Peanuts-Comics thematisiert wurde (sowohl Ghoster Coaster als auch Swan Lake blieben nach der Änderung unverändert), zusammen mit der Hinzufügung von drei neuen Fahrgeschäften für Kinder und Familien von Zamperla: Lucy's Tugboat, Peanuts 500 und Snoopy's Revolution.

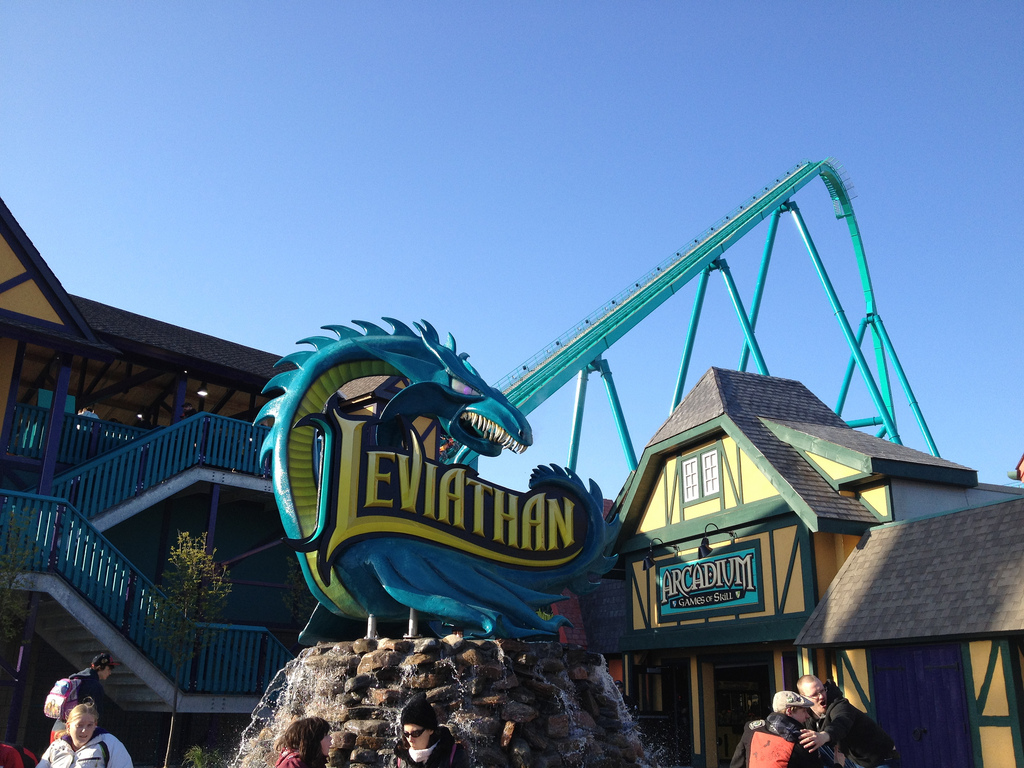
Leviathan wurde 2012 eröffnet.

Im Jahr 2011 eröffnete Canada's Wonderland WindSeeker, eine 301 Fuß hohe (92 m) Turmschaukel, die bis zur Eröffnung von Leviathan im Jahr 2012 die höchste Fahrt im Park war. Der Park kündigte auch die Hinzufügung der Starlight Spectacular Show an, die am 25. Juni 2011 begann und am Labour Day, dem 3. September 2011, endete. Es war eine nächtliche „Licht- und Tonshow“, die das 30-jährige Jubiläum des Parks feierte; sie wurde jeden Abend um 22 Uhr auf der International Street gezeigt. Canada's Wonderland gab an, dass die Gesamtkosten für die Show etwa 1 Million Dollar betrugen, mit 16 Millionen verschiedenen Farben und 300.000 LED-Lichtern. Während die Show am vorderen Teil des Parks (International Street) stattfand, lag der Höhepunkt auf Wonder Mountain, mit vielen 3D-Bildern und Farben.
Im Jahr 2012 wurde Leviathan eröffnet, eine Hypercoaster von Bolliger & Mabillard (auch als Giga-Coaster klassifiziert), die die kanadischen Rekorde von Behemoth aus dem Jahr 2008 übertraf und die höchste und schnellste Achterbahn in Kanada wurde. Es wurde auch als Teil einer „Achterbahn-Renaissance“ beschrieben, bei der Themenparks sich durch die Einführung größerer und schnellerer Fahrten auszeichneten, um Gäste anzulocken. Neben Leviathan eröffnete Canada's Wonderland auch die Ausstellung Dinosaurs Alive!, eine begehbare Dinosaurier-Ausstellung, die sich in Planet Snoopy befand.
Am 30. August 2013 kündigte Canada's Wonderland an, dass Wonder Mountain's Guardian im Mai 2014 im Inneren von Wonder Mountain eröffnet wird. Die Attraktion ist eine 4D-interaktive Dunkelachterbahn mit Animationen von Triotech aus Montreal. Das Parkmanagement kündigte auch an, dass SkyRider am Labour Day 2014 schließen würde.
Für die Saison 2015 eröffnete Splash Works zwei neue Attraktionen, die die erste Erweiterung des Wasserparks seit 2002 markierten. Beide Attraktionen wurden von Ontario Place verlegt, wurden jedoch an ihren ursprünglichen Standorten nie eröffnet und an Splash Works gesendet. Typhoon ist ein Set aus zwei teilweise geschlossenen Röhrenrutschen mit Trichtern und war früher als Topsy Turvy bekannt. Splash Station ist eine interaktive Kinder-Spielstruktur, ähnlich dem benachbarten Pump House, mit zwei Rutschen, zahlreichen Wasserfunktionen und einem Kippkübel. Obwohl nicht vor der Eröffnung angekündigt, wurde SlingShot ebenfalls für die Saison 2015 im Trockenpark eingeführt. Diese Zusatzattraktion katapultiert Fahrer fast 300 Fuß (91,5 m) in die Luft und erreicht Geschwindigkeiten von nahezu 100 km/h (60 mph).
Gegen Ende der Saison 2015 kündigte Canada's Wonderland an, dass 2016 zwei neue Flachfahrgeschäfte hinzugefügt werden: Skyhawk (ein Gerstlauer Sky Roller) und Flying Eagles (Larson International Flying Scooters). Cedar Fair CEO Matt Ouimett bestätigte im Dezember 2015 auch, dass Thunder Run 2016 mit Virtual-Reality-(VR)-Headsets ausgestattet wird. Für eine zusätzliche Gebühr erhältlich, wird das Erlebnis gemeinsam mit Mack Rides, einem deutschen Fahrgeschäftehersteller, entwickelt. Das VR-Headgear ist eine Art von Kopfdisplay, das das gesamte Sichtfeld animiert, um ein 360-Grad-3D-Erlebnis zu erzeugen.
Am 26. August 2016 kündigte Canada's Wonderland an, dass in der Saison 2017 ein neues Fahrgeschäft hinzukommt: Soaring Timbers (ein Mondial Inferno). Das Fahrgeschäft soll das erste seiner Art in Nordamerika sein. Der Park kündigte auch eine Erweiterung von Splash Works für 2017 in Form von Muskoka Plunge an, einem 59 Fuß (20 m) hohen Wasserrutschenkomplex mit vier „Falltür“-Geschwindigkeitsrutschen. Die Rutschen ersetzten Body Blast.

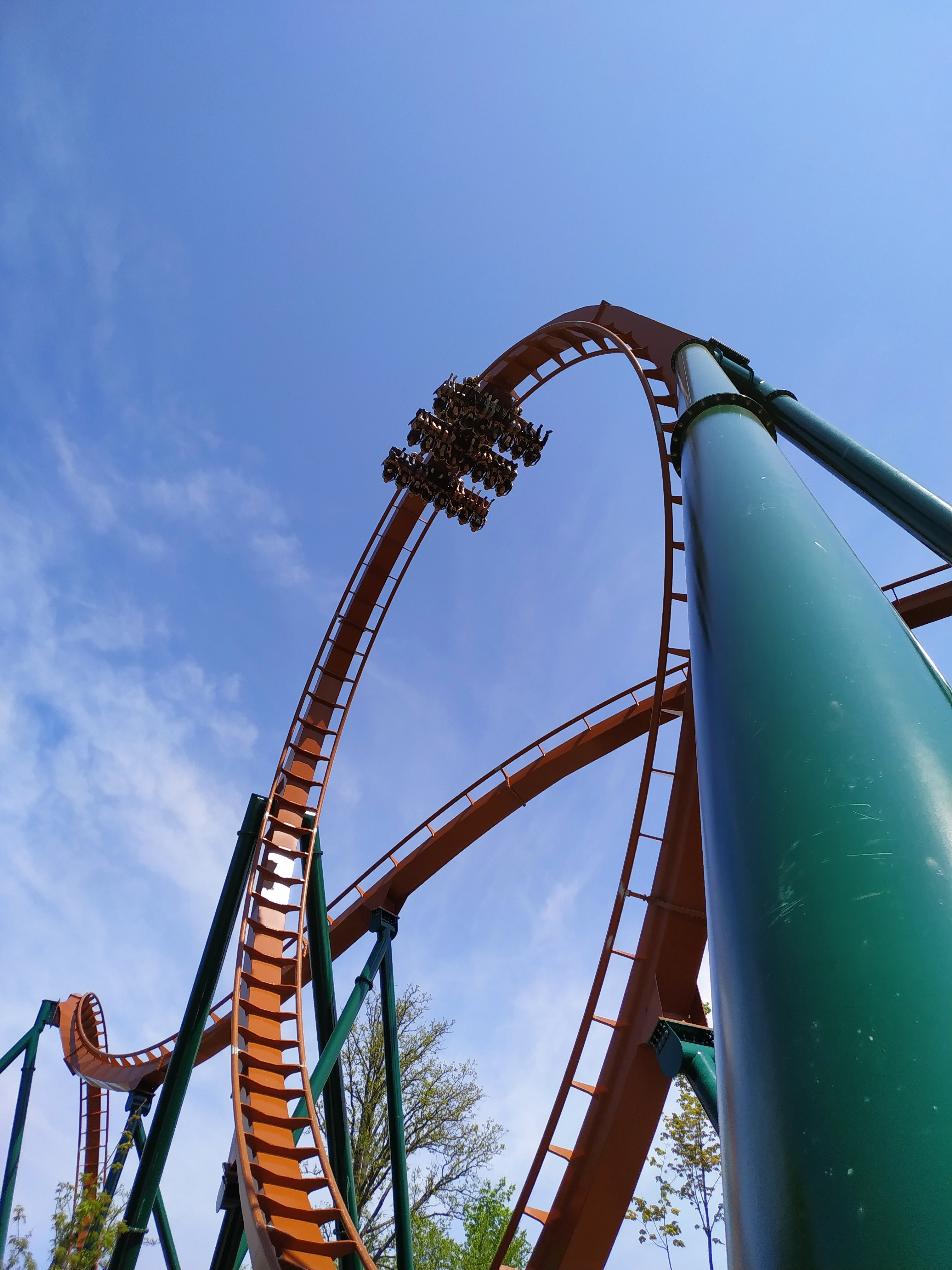
2018 wurde Yukon Striker hinzugefügt.

Am 16. August 2017 kündigte Canada's Wonderland die Hinzufügung von Flying Canoes für die Saison 2018 an. Flying Canoes ist eine interaktive Familienfahrt, die es Fahrern ermöglicht, ihre Flugreise in zweisitzigen Kanus zu steuern, die sich schnell um einen Rundkurs drehen. Sie kündigten auch die Hinzufügung von Lumberjack für 2018 an. Hergestellt vom italienischen Hersteller Zamperla, ist Lumberjack eine Fahrt, die Gäste auf Höhen von 75 Fuß (23 m) auf zwei schwingenden axtförmigen Pendeln bringt und sie in eine 360-Grad-Schleife katapultiert. Zusätzlich zu diesen beiden Attraktionen kündigte der Park eine Erweiterung des Splash Island-Pools (in Splash Works) an, die die Größe des Pools verdoppelte und neue interaktive Wasserfunktionen sowie Kinderrutschen sowie schattige Sitzbereiche für Familien zum Entspannen umfasste. Der Bereich wurde nach diesen Upgrades in Lakeside Lagoon umbenannt.
Am 15. August 2018 kündigte Canada's Wonderland Yukon Striker an, einen B&M Dive Coaster, der am 3. Mai 2019 für die Öffentlichkeit eröffnet wurde. Das Fahrgeschäft verfügt über einen 245 Fuß hohen (75 m) Sturz in einen Unterwassertunnel im Zentrum der Vortex-Helix, mit einer Höchstgeschwindigkeit von 130 km/h. Bei der Eröffnung wurde das Fahrgeschäft zum höchsten, schnellsten und längsten Dive Coaster der Welt und verfügt über vier Inversionen, mehr als jeder andere Dive Coaster, einschließlich der ersten vertikalen Schleife auf einem Dive Coaster. Sie kündigten auch die Eröffnung von Frontier Canada an, einem goldrausch-thematisierten Attraktionsbereich, der Yukon Striker, Mighty Canadian Minebuster, Lumberjack, Soaring Timbers, Flying Canoes, Vortex, Timberwolf Falls und White Water Canyon umfasst. Canada's Wonderland kündigte auch Winterfest an, ein immersives weihnachtliches Event. Darüber hinaus kündigte der Park an, dass Dinosaurs Alive! am 28. Oktober 2018 schließen würde. Der ehemalige Geschenkeladen der Attraktion wird saisonal für WinterFest weiterhin genutzt.
Am 4. Februar 2019 kündigte der Park an, dass Orbiter für die Saison 2019 nicht öffnen würde. Seit der Ankündigung wurde die Attraktion aus dem Park entfernt und der umliegende Bereich wurde durch einen Weg ersetzt, der Action Zone und Frontier Canada verbindet.
Am 14. August 2019 kündigte Canada's Wonderland die Hinzufügung von zwei neuen Attraktionen für die Saison 2020 an. Die erste, Beagle Brigade Airfield, ist eine neue Kinderfahrt in Planet Snoopy. Die Attraktion ist größtenteils identisch mit der Version im Schwesterpark Worlds of Fun in Kansas City, Missouri, die denselben Namen trägt, aber die Version von Wonderland ist teilweise überdacht. Darüber hinaus kündigte der Park Mountain Bay Cliffs für Splash Works an, eine Attraktion im Stil eines Klippensprungs mit mehreren Plattformen unterschiedlicher Höhen, von denen die höchste 25 Fuß (7,6 m) beträgt. Beide Attraktionen wurden 2021 eröffnet.
Am 22. November 2019 debütierte WinterFest bei Canada's Wonderland. WinterFest ist ein Feiertagsevent. Während WinterFest wurden fünf Millionen energieeffiziente LED-Lichter an 800 Bäumen, Gebäuden, Dekorationen und auf Wonder Mountain aufgehängt. Auf der International Street war der See zu einer Eislaufbahn namens Snow Flake Lake gefroren. Es gab acht thematisierte Bereiche.
Am 16. Juni 2022 kündigte Canada's Wonderland Lazy Bear Lodge (vermarktet als Lazy Bear Lodge: Wood Fire Grille) an, das bis dahin größte Speiseangebot des Parks wurde. Das Restaurant liegt am Hang neben dem ersten Sturz von Vortex, mit Blick auf Yukon Striker und den Rest von Frontier Canada, und bietet Platz für über 500 Gäste, eine Innen- und Außenbar, zwei Etagen, eine mehrstöckige Außenterrasse und zahlreiche Feuerstellen, an denen Gäste entspannen können. Das Menü ist ein rustikaler BBQ-Grill im kanadischen Stil mit lokalen Zutaten und zwei Fleischräucheröfen. Außerdem wechselt das Menü saisonal für jede große Jahreszeit. Das Restaurant wurde am 17. September 2022 für die Öffentlichkeit eröffnet, wobei die Innenbar eine Woche zuvor eröffnet wurde.
Am 11. August 2022 kündigte Canada's Wonderland zwei neue Attraktionen für die Saison 2023 an. Die erste, Tundra Twister, ist eine erstmalige Flachfahrt von Mondial, die sich in Frontier Canada neben der Zero-G-Winder-Inversion von Yukon Striker befindet und viele Beinahezusammenstöße mit der Achterbahn erzeugt. Das Fahrgeschäft verfügt über rotierende Gondelarme, die sich frei drehen, während die Basis des Fahrgeschäfts sich um 360 Grad in Höhen von 154 Fuß (47 m) und Geschwindigkeiten von 75 Kilometern pro Stunde (47 mph) dreht. Die zweite war Snoopy's Racing Railway, eine familienfreundliche Startachterbahn, hergestellt von ART Engineering und die insgesamt 18. Achterbahn des Parks. Snoopy's Racing Railway befindet sich in Planet Snoopy und nimmt einen Teil des Landes ein, das zuvor von Dinosaurs Alive! belegt war. Die Achterbahn wurde am 18. Mai 2023 für die Öffentlichkeit eröffnet, und Tundra Twister wurde ein paar Wochen später am 3. Juni 2023 eröffnet.
Am 10. August 2023 kündigte der Park Moosehorn Falls an, eine neue Wasserrutsche für Splash Works für die Saison 2024. Die Rutsche bietet Platz für sechs Personen auf Flößen, die eine Strecke mit kleinen Abfällen und Kurven hinunterfahren, bevor sie in einen großen Sturz in eine 42 Fuß (13 m) hohe Wand stürzen, der in den finalen Spritzpool führt. Der Name „Moosehorn Falls“ ist inspiriert von Wasserfällen auf dem Moosehorn Trail im Fundy National Park in New Brunswick. Der Pfad und Park befinden sich innerhalb der von der UNESCO ausgewiesenen Fundy-Biosphärenregion. Die Attraktion wurde im Juni 2024 eröffnet.
Am 8. Februar 2024 kündigte Canada's Wonderland an, dass Xtreme Skyflyer für die Saison 2024 nach 26 Betriebsjahren dauerhaft schließen würde. Die Attraktion hatte vor ihrer Entfernung über 1,17 Millionen Fahrten ermöglicht. Diese Schließung wurde für zukünftige Erweiterungen und Entwicklungen des Parks angeführt.

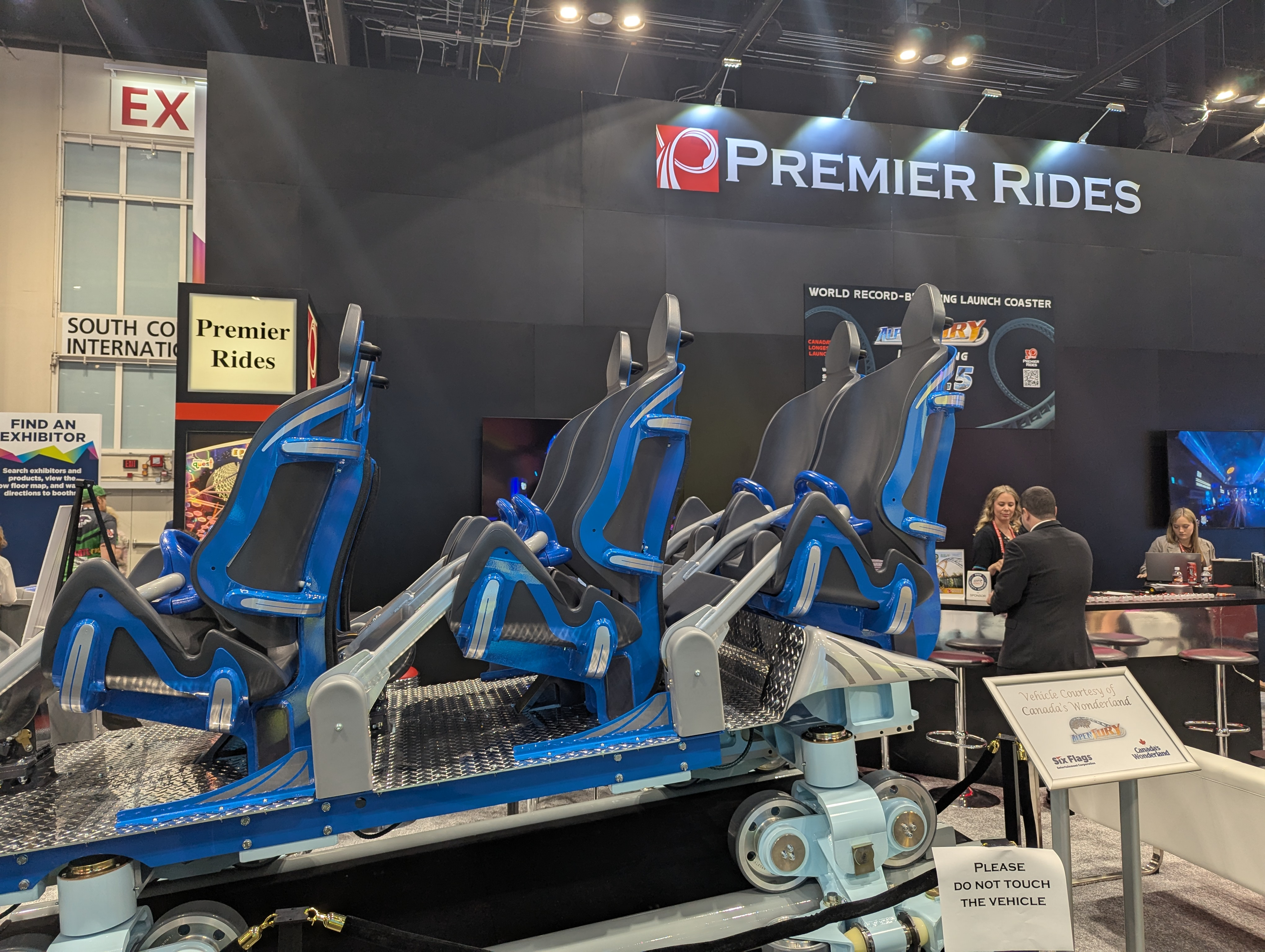
Alpen-Fury Wagen. Die Bahn wird in der Saison 2025 eröffnet.

### Six Flags Ära
Am 1. Juli 2024 fusionierte Cedar Fair mit Six Flags, und die kombinierte Six Flags Entertainment Corporation übernahm Canada's Wonderland. Am 8. August 2024 kündigte der Park den Bau einer von Premier Rides gebauten Achterbahn für die Saison 2025 an, AlpenFury. Die Fahrt wird 1.000 Meter lang sein und verfügt über einen 50 Meter hohen Start aus dem Wonder Mountain mit 115 Kilometern pro Stunde sowie neun Inversionen, womit ein Rekord für Inversionen auf einer gestarteten Achterbahn in Nordamerika aufgestellt wird. Parallel zur Hinzufügung von AlpenFury wird der Bereich International Festival des Parks umbenannt und neu gestaltet zu Alpenfest, passend zur neuen Fahrt. Time Warp wurde am Ende der Saison 2024 dauerhaft geschlossen, mit offizieller Bestätigung am 13. März 2025.

## Attraktionen

### Achterbahnen
| Name                       | Typ                                  | Hersteller           | Eröffnungsjahr |
| -------------------------- | ------------------------------------ | -------------------- | -------------- |
| AlpenFury                  | Sky Rocket                           | Premier Rides        | 2025 (im Bau)  |
| Back Lot Stunt Coaster     | Launched Coaster                     | Premier Rides        | 2005           |
| Bat                        | Shuttle Coaster                      | Vekoma               | 1987           |
| Behemoth                   | Hyper Coaster                        | Bolliger & Mabillard | 2008           |
| Dragon Fyre                | Stahlachterbahn mit Inversionen      | Arrow Dynamics       | 1981           |
| Flight Deck                | Inverted Coaster                     | Vekoma               | 1995           |
| Fly                        | Wilde Maus                           | Mack Rides           | 1999           |
| Ghoster Coaster            | Holzachterbahn, Familienachterbahn   | unbekannt            | 1981           |
| Leviathan                  | Giga Coaster                         | Bolliger & Mabillard | 2012           |
| Mighty Canadian Minebuster | Holzachterbahn                       | unbekannt            | 1981           |
| Silver Streak              | Inverted Coaster, Familienachterbahn | Vekoma               | 2001           |
| Snoopy's Racing Railway    | Launched Coaster, Familienachterbahn | ART Engineering      | 2023           |
| Taxi Jam                   | Familienachterbahn                   | E&F Miler Industries | 1998           |
| Thunder Run                | Powered Coaster                      | Mack Rides           | 1981           |
| Time Warp                  | Flying Coaster                       | Zamperla             | 2004           |
| Vortex                     | Suspended Coaster                    | Arrow Dynamics       | 1991           |
| Wilde Beast                | Holzachterbahn                       | unbekannt            | 1981           |
| Wonder Mountain's Guardian | Dark Ride                            | ART Engineering      | 2014           |
| Yukon Striker              | Dive Coaster                         | Bolliger & Mabillard | 2019           |

#### Ehemalige Achterbahnen
| Name     | Typ              | Hersteller | Eröffnung | Schließung |
| -------- | ---------------- | ---------- | --------- | ---------- |
| SkyRider | Stand-Up Coaster | Togo       | 1985      | 2014       |

### Weitere Attraktionen
| Name                 | Typ               | Hersteller    | Eröffnet |
| -------------------- | ----------------- | ------------- | -------- |
| Klockwerks           | Swing Around      | Huss Rides    | 1981     |
| Night Mares          | Ufo               | Huss Rides    | 1981     |
| Orbiter              | Giant Enterprise  | Huss Rides    | 2008     |
| Psyclone             | Revolution        | Mondial Rides | 2002     |
| Riptide              | Splash Over       | Mondial Rides | 2000     |
| Shockwave            | Top Scan          | Mondial Rides | 2001     |
| Skyhawk              | Sky Roller        | Gerstlauer    | 2016     |
| Sledgehammer         | Giant Jump 2      | Huss Rides    | 2003     |
| Sling Shot           | Sling Shot        | Funtime       | 2015     |
| Spinovator           | Kaffeetassenfahrt | Mack Rides    | 1981     |
| Swing of the Century | Wellenflieger     | Zierer Rides  | 1981     |
| The Rage             | Pirat             | Huss Rides    | 1981     |
| Wind Seeker          | Wind Seeker       | Mondial Rides | 2011     |
| Soaring Timbers      | Inferno           | Mondial Rides | 2016     |

## Splash Works Wasserpark

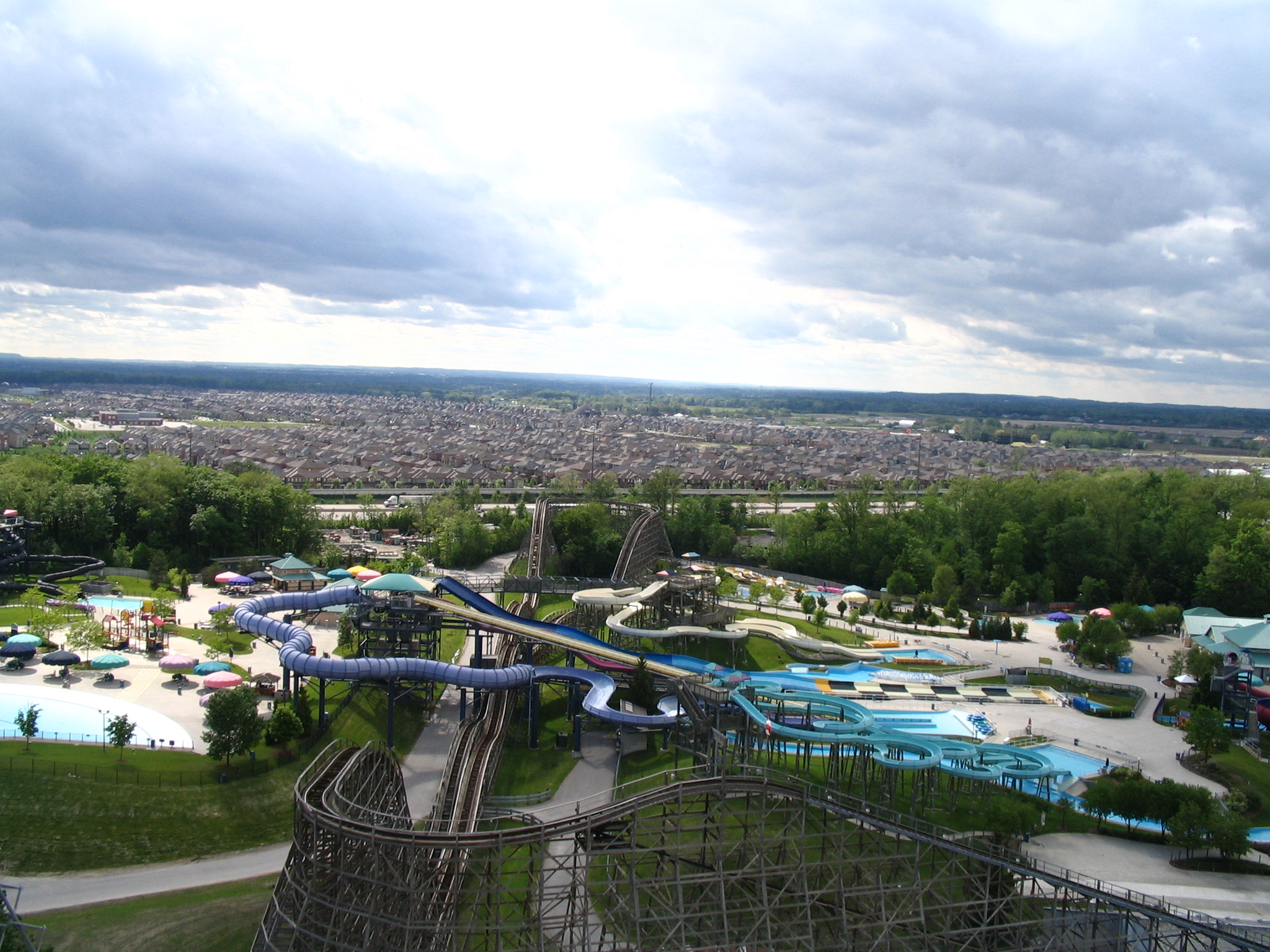
Splash Works in Canada's Wonderland

Splash Works ist ein 8,1 Hektar großer Wasserpark innerhalb von Canada's Wonderland. Der Eintritt ist mit dem Parkticket inklusive. Der Wasserpark öffnete 1992 mit einer Fläche von 4 Hektar und wurde seitdem mehrfach erweitert, zuletzt 2015. Splash Works beherbergt „Whitewater Bay“, den größten outdoor Wellenpool Kanadas, sowie 16 Wasserrutschen. Zu den Highlights zählen Attraktionen wie „Black Hole“ (1996), „Super Soaker“ und „The Plunge“ (1999), „Riptide Racer“ (2002) sowie „Muskoka Plunge“ (2017). Der Park ist von Mai bis September geöffnet und bietet neben Rutschen auch kinderfreundliche Bereiche wie „Lakeside Lagoon“ (ehemals Splash Island). Die neueste Ergänzung, „Moosehorn Falls“, wurde 2024 eröffnet und bietet Platz für sechs Personen auf Flößen.

## Parkbetrieb

### Fast Lane
Fast Lane ist das Zwei-Warteschlangen-System von Canada's Wonderland seit 2012, das auch in anderen Six Flags-Parks eingesetzt wird. Gegen einen zusätzlichen Aufpreis (zusätzlich zu den normalen Eintrittsgebühren) erhalten Besucher ein Armband, das ihnen ermöglicht, die normale Warteschlange zu umgehen und die Fast Lane zu betreten. Die Entscheidung für diesen Vorteil erlaubt es Käufern im Wesentlichen, an 21 der beliebtesten Attraktionen ohne Wartezeit direkt an die Spitze der Schlange zu gelangen. Im Jahr 2013 führte der Park Fast Lane Plus ein, das es Käufern ermöglicht, die Warteschlangen von drei zusätzlichen Attraktionen zu umgehen, auf die normale Fast Lane-Nutzer sonst keinen Zugriff hätten. Eine nicht spezifizierte begrenzte Anzahl beider Passarten wird jeden Tag verkauft.

### Boarding-Pass für Gäste mit Behinderungen
Ähnliche Vorkehrungen werden für Gäste mit eingeschränkter Mobilität und Gäste mit kognitiven Beeinträchtigungen getroffen. Gäste mit diesen Behinderungen erhalten Papierpässe, bei denen Mitarbeiter an den Fahrgeschäften Wartezeiten angeben, die denen in der Warteschlange entsprechen. Diese Gäste betreten die Attraktion am Ausgang.

## Zwischenfälle
- Am 11. Mai 2003, als der Park an Muttertag voller Menschen war, gerieten zwei Gäste an den Eingangstoren des Parks in einen Streit, der zu einem tödlichen Schusswechsel führte. Es wurde angenommen, dass dies auf einen früheren Streit zwischen den beiden über einen Drogenhandel zurückzuführen war, laut der York Regional Police. Der Park hat seitdem Metalldetektoren am Eingangstor hinzugefügt, mit zusätzlicher Sicherheit, jedoch nicht als direkte Folge dieses Ereignisses.[54]
- Im Oktober 2014 wurde ein Mann während Halloween Haunt tödlich niedergestochen.